# Reševalna obleka
Reševalna obleka ali potapljaška obleka (oziroma reševalna potapljaška obleka) je posebna vrsta vodotesne suhe obleke, ki ščiti uporabnika pred podhladitvijo ob potopu v mrzlo vodo po odhodu iz potapljajoče se ladje. Obleke imajo všita obuvala, kapuco in rokavice oziroma vodonepropusten patent na rokavih. 
Prvi zapis reševalne obleke sega v leto 1930, ko je newyorško podjetje American Life Suit Corporation ponudilo tovornim in ribiškim podjetjem obleko, ki so jo imenovali varnostna obleka za posadko na oceanskih ladjah. Obleko so dobili zapakirano v majhni škatli in so jo nosili kot enodelno delovno obleko .
Prednike teh oblek je že leta 1872 izumil Clark S. Merriman za omogočanje reševanja potnikov na parnikih. Takšna obleka je bila narejena iz gumijaste tkanine. Znana je postala zaradi plavalnega rekorda Paula Boytona. Sestavljena je bila iz gumijastih hlač in majice, pripete tesno okoli pasu. Podobno kot pri zdajšnjih suhih oblekah je tudi pri tej uporabnik ostal suh. Obleka je imela okrog sebe razporejenih pet zračnih žepov, ki jih je bilo možno napihniti z usti preko cevke. Zaradi tega je bil uporabnik lahko obrnjen na hrbtu z nogami naprej in uporabljal veslo za poganjanje. Na obleko je lahko tudi pritrdil majhno jadro, da je prihranil na moči, medtem ko ga je počasi neslo proti obali (niti radijski oddajnik v sili niti reševalni helikopter namreč še nista bila izumljena).

## Uporaba
Obstajata dve vrsti reševalnih oblek.

### Obleka, prilagojena za daljše nošenje
Ta vrsta se  prilega vsakemu. Pogosto jo nosijo globokomorski ribiči, ki lovijo v mrzlih loviščih. Nekatere obleke imajo lastnosti potapljaških suhih oblek, druge imajo značilnosti reševalnih oblek.
Ljudje smo toplokrvna bitja in se s potom hladimo. Zaradi tega imajo obleke, ki se jih nosi dalj časa, način za evaporacijo potu. Na takšen način ostane uporabnik suh.
Nekatere pilotske reševalne obleke so sestavljene iz zračnega materiala, ki omogoča izhlapevanje vodnih hlapov, vendar preprečuje vstop tekočini. Iz takšnega materiala je na primer tkanina Gore-Tex ® ali pa posebna vrsta bombaža iz zelo dolgih vlaken, ki nabreknejo, ko so mokra, in tako zaprejo pore v obleki.
Nekatere pilotske reševalne obleke uporabljajo kompakten nepremočljiv material, kot je na primer z gumo ojačan bombaž, ki je povezan s hladilnim sistemom. Zrak se dovaja preko zračnih cevk v kabini vozila. V sili se cevi hitro odklopijo, kar povzroči zaprtje prezračevalnih poti na obleki.

### Obleka, ki se nosi se samo v sili (zapuščanje ladje ali plovila v primeru evakuacije)
Za razliko od delovnih oblek je ta vrsta reševalnih oblek običajno shranjena na dostopnih lokacijah na plovilu, saj se jih nosi samo v primeru nevarnosti. Pri teh reševalnih oblekah sta plovnost in termična zaščita običajno boljši kot pri obleki, prilagojeni za daljše nošenje, kar podaljšuje čas preživetja. Reševalna obleka za odrasle je običajno velika, okorna in v univerzalni številki. V obleko so vgrajeni veliki škornji in rokavice, ki omogočajo hitro oblačenje brez sezuvanja in preko oblačil. Na sprednji strani sta vodonepropustna zadrga in zaščita za obraz, ki ščiti pred vodnim pršenjem. Integralne rokavice so iz tankega vodonepropustnega materiala, kar olajšuje rokovanje med evakuacijo. Drugi izolacijski sloj zunanje rokavice je prišit na rokave in se uporablja v vodi.
Ladijski kapitan je obvezan redno organizirati vaje, v sklopu katerih morajo vsi priti do obleke in se jo obleči v določenem času. Pri zapuščanju ladje bi morala posadka obleči in zapustiti ladjo v približno eni minuti.
Podmorničarji uporabljajo posebne vrste podmorniških reševalnih oblek. Obleko nadenejo pred zapustitvijo podmornice, obleka pa jim služi kot napihnjen reševalni splav, ko pridejo na površje.

## Sestava obleke
Reševalne obleke so običajno rdeče oziroma fluorescentno oranžne ali rumene barve, kar poveča vidnost na odprtem morju. Neoprenski material je ognjevaren. Sestavljen je iz sintetične gumijaste pene z zaprtimi celicami. V njem je tudi večje število majhnih zračnih mehurčkov, zaradi katerih ima obleka boljšo plovnost, ter se lahko uporablja kot plavalni pripomoček. Šivi na neoprenski obleki so zašiti in zlepljeni, da hladna oceanska voda ne prodre v notranjost. Kot predpisuje SOLAS, ima obleka tudi visokoodbojne svetleče trakove na rokah, nogah in glavi za lažje lociranje ponesrečenca ponoči.
Tesnenje obleke pri odprtem in zaprtem vratu
Metoda tesnenja obleke v predelu ob glavi vpliva na udobje uporabnika. Nizkocenovne reševalne obleke imajo odprtino, ki se razteza od prsi do glave in se zapre z vodonepropustno zadrgo. Ta je običajno toga in tesno objame predel okoli brade, kar je precej neudobno, zato je ta tip obleke primeren za krajši čas nošenja. Material je trden in ne omogoča velike mobilnosti in obračanja glave.
Obleke, ki so namenjene daljšemu nošenju, imajo v predelu glave enodelno zasnovo s kapuco, ki tesno objame vrat in glavo. Takšen dizajn je bolj udoben in dovoljuje obračanje glave v vse smeri. Material je ohlapen oziroma dovolj elastičen, da dovoljuje uporabniku nataknitev preko vrha glave in vratu.

## Varnostni dodatki
Reševalna obleka je lahko opremljena z varnostnimi dodatki: 
- Piščalka na vrvici, ki dovoljuje signaliziranje za pomoč
- Reševalna utripajoča luč z baterijo, ki se aktivira ob stiku z vodo
- Napihljiva zračna blazina, ki dvigne glavo uporabnika iz vode
- Pletene rokavice za boljšo izolacijo rok
- Radijski oddajnik v sili
- Vrv, s katero se pričvrstijo reševalne obleke v skupino
- Vodno barvilo za povečanje vidnosti v vodi

## Napihljive reševalne obleke
Napihljive reševalne obleke so poseben tip reševalnih oblek, ki so jih razvili pred kratkim. Konstrukcijsko so sorodne napihljivim čolnom, vendar so oblikovane tako, da objamejo roke in noge uporabnika. Takšen tip obleke je bolj kompakten od neoprenske reševalne obleke in se jo z lahkoto obleče, saj je sestavljena iz zavarjenih plastičnih delov, ki tvorijo zračni mehurček. Ko uporabnik obleče in tesno zapre napihljivo reševalno obleko, aktivira stisnjen CO2, ki hitro napihne obleko. Rezultat je visoka plovnost, trdna oblika in visoka temperaturna zaščita. Slabost napihljive reševalne obleke je ta, da ob majhni poškodbi izgubi svoje zaščitne lastnosti zaradi uhajanja plina Zaradi tega imajo te obleke več zračnih prekatov, ki poskrbijo za boljšo zaščito.